# Alfieria anomala
Alfieria anomala är en stekelart som först beskrevs av Edoardo Zavattari 1909.
Alfieria anomala ingår i släktet Alfieria och familjen Eumenidae. Inga underarter finns listade i Catalogue of Life.